# Cambio de paradigma
Un cambio de paradigma (o ciencia revolucionaria) es, según Thomas Kuhn en su influyente libro La estructura de las revoluciones científicas (1962), un cambio en los supuestos básicos, o paradigmas, dentro de la teoría dominante de la ciencia. Contrasta con su idea de ciencia normal.
Según Kuhn, «Un paradigma es lo que los miembros de una comunidad científica, y solo ellos, comparten». A diferencia de un científico normal, Kuhn sostenía que «un estudiante de humanidades tiene ante sí una serie de soluciones competitivas e inconmensurables a estos problemas, soluciones que en última instancia debe examinar por sí mismo.» (La estructura de las revoluciones científicas). Una vez que un cambio de paradigma se ha completado, un científico no puede, por ejemplo, rechazar la teoría de los gérmenes y plantear la posibilidad de que el miasma causa las enfermedades o rechazar la física moderna y la óptica postulando que el éter transporta la luz. Por el contrario, un crítico en Humanidades puede adoptar una serie de posturas (por ejemplo, crítica marxista, crítica freudiana, deconstrucción, crítica literaria al estilo del siglo XIX), que pueden estar más o menos de moda durante un período determinado, pero que son todos considerados legítimos.
Desde la década de 1960, el término también se ha utilizado en numerosos contextos no científicos para describir un cambio profundo en un modelo fundamental o la percepción de acontecimientos, a pesar de que el propio Kuhn restringió el uso de la palabra a las ciencias duras. Se compara con una forma estructurada de Zeitgeist.

## Cambios de paradigma de Kuhn

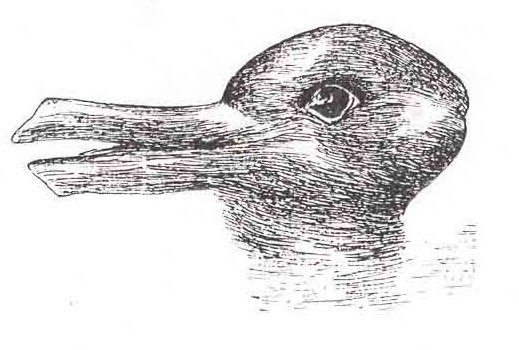
Kuhn usó la ilusión óptica del pato-conejo para demostrar la forma en que un cambio de paradigma podía provocar que la misma información se viese de forma totalmente diferente.

El epistemólogo e historiador de la ciencia Thomas Kuhn llamó a un cambio de paradigma epistemológico una revolución científica en su libro La estructura de las revoluciones científicas.
Una revolución científica se produce cuando, de acuerdo a Kuhn, los científicos encuentran anomalías que no pueden ser explicadas por el paradigma universalmente aceptado dentro del cual ha progresado la ciencia hasta ese momento. El paradigma no es simplemente la teoría vigente, sino toda la cosmovisión dentro de la que existe, y todas las implicaciones que conlleva. Hay anomalías en todos los paradigmas, mantiene Kuhn, que se descartan como niveles de error aceptables, o simplemente se ignoran y no se les tiene en cuenta (un argumento principal que Kuhn usa para rechazar el modelo de Karl Popper de la falsabilidad como la fuerza clave que intervienen en el cambio científico). Más bien las anomalías tienen varios niveles de significado para los practicantes de la ciencia en ese momento. Para ponerlo en el contexto de la física de principios del siglo XX, algunos científicos encontraron los problemas del cálculo del perihelio de Mercurio más preocupantes que los resultados del, y otros al revés. El modelo de Kuhn del cambio científico es diferente aquí, y en muchos lugares, del de los positivistas lógicos, ya que pone un mayor énfasis en los humanos individuales involucrados como científicos, en lugar de abstraer la ciencia a una empresa puramente lógica o filosófica.
Cuando suficientes anomalías significativas se han acumulado en contra de un paradigma vigente, la disciplina científica cae en un estado de crisis. Durante esta crisis se intentan nuevas ideas, tal vez las mismas que antes se descartaron. Finalmente, se forma un nuevo paradigma, que gana sus propios seguidores, y ocurre una batalla intelectual entre los seguidores del nuevo paradigma y los que resisten con el viejo paradigma. Una vez más, a principios de la física del siglo XX, la transición entre la visión electromagnética del mundo de Maxwell y la visión relativista del mundo de Einstein no fue ni instantánea ni tranquila, en vez de eso hubo una serie prolongada de ataques, tanto con datos empíricos como con argumentos retóricos o filosóficos, por ambos lados, siendo la teoría científica de Einstein ganadora a largo plazo. La valoración de las pruebas y la importancia de los nuevos datos se ajustan a través del tamiz humano: algunos científicos encontraron la simplicidad de las ecuaciones de Einstein más convincente, mientras otros las encontraron más complicada que el concepto de éter de Maxwell, que éstas descartaban. Algunos encontraron las fotografías de Eddington con la luz curvada por el campo gravitatorio solar convincentes, otros cuestionaron su precisión y significado. A veces la fuerza convincente es el propio tiempo y el costo humano que conlleva, decía Kuhn citando a Max Planck: «Una nueva verdad científica no triunfa convenciendo a sus oponentes y haciéndoles ver la luz azul, sino más bien porque sus oponentes terminan muriendo y crece una nueva generación que está familiarizada con ella».
Cuando una determinada disciplina ha pasado de un paradigma a otro, esto se denomina, en terminología de Kuhn, una revolución científica o un cambio de paradigma. A menudo es la conclusión final, resultado de este largo proceso, lo que se entiende por cambio de paradigma cuando se usa el término coloquialmente; simplemente el cambio (a menudo radical) de la visión del mundo, sin hacer referencia a las especificidades del argumento histórico de Kuhn.

## Ciencia y cambio de paradigma
Una mala interpretación común de los paradigmas científicos es la creencia de que los cambios de paradigma y la naturaleza dinámica de la ciencia (con sus muchas oportunidades de juicios subjetivos por parte de los científicos) es un caso de relativismo; apoyándose en la idea de que todo tipo de sistemas de "creencias" son iguales. Kuhn niega de forma vehemente esta interpretación y afirma que cuando un paradigma científico se sustituye por uno nuevo, aunque a través de un proceso social complejo, el nuevo es siempre mejor, no solo diferente.
Sin embargo estas reivindicaciones de relativismo están vinculadas a otra afirmación que Kuhn en cierto modo hace, que el lenguaje y las teorías de los diferentes paradigmas no se pueden traducir de uno a otro o que no pueden ser evaluados racionalmente entre sí; es decir, que son inconmensurables. Esto dio lugar a mucha discusión sobre las visiones del mundo o esquemas conceptuales radicalmente diferentes de pueblos y culturas distintos; sobre si unos eran mejores o no, sobre si podían o no entenderse entre ellos. Sin embargo, el filósofo Donald Davidson publicó un ensayo de gran prestigio en 1974, On the Very Idea of a Conceptual Scheme, en el que argumentaba que la idea de que los lenguajes o teorías puede ser inconmensurables entre sí, sería incoherente. Si esto es correcto, la afirmación de Kuhn debe ser tomada en un sentido más débil de lo que a menudo es.
Filósofos e historiadores de la ciencia, incluido el propio Kuhn, en última instancia aceptaron una versión modificada del modelo de Kuhn, que sintetiza su punto de vista original con el modelo gradualista que lo precedió. El modelo original de Kuhn se considera ahora generalmente como demasiado limitado.
Referente al tema, también destaca que en ocasiones quienes están a favor o postulan un "cambio de paradigma científico" a partir de una hipótesis o teoría con apoyo minoritario, suelen usar el término "paradigma" como un término despectivo; de modo de exaltar su teoría o hipótesis como un cambio de mentalidad e ideas frente a lo que ellos definen como una "ortodoxia" dentro de la comunidad científica, que evitaría el "cambio del Paradigma" que ellos proponen o apoyan.

## Ejemplos de cambios de paradigma en las ciencias naturales
Algunos de los «casos clásicos» de cambios de paradigma de Kuhn en ciencia son los siguientes:
- La transición en cosmología de una cosmología ptolemaica a una copernicana.
- La transición en óptica de la óptica geométrica a la óptica física.
- La transición en mecánica de la mecánica aristotélica a la mecánica clásica.
- La aceptación de la teoría de la biogénesis, o sea que toda vida viene de la vida, en contraposición a la teoría de la generación espontánea, que comenzó en el siglo XVII y no se completó hasta el siglo XIX con Pasteur.
- La aceptación del trabajo de Andreas Vesalio, cuya obra De humani corporis fabrica corrige numerosos errores en el sistema sostenidos con anterioridad, creado por Galeno.
- La aceptación de la geometría no euclidiana como igualmente válida junto a la geometría euclidiana.
- La transición entre la visión electromagnética de Maxwell y la visión del mundo relativista de Einstein.
- La transición entre la visión de la física newtoniana y la relativista de Einstein.
- El desarrollo de la mecánica cuántica, que redefinió la mecánica clásica.
- La aceptación de las placas tectónicas como explicación de grandes cambios a escala geológica.
- El desarrollo de la datación absoluta.
- La aceptación de la teoría de Lavoisier de las reacciones químicas y de combustión en lugar de la teoría del flogisto, conocida como la revolución química.
- La aceptación de la herencia mendeliana, en comparación con la pangénesis en el siglo XX.